# Josip Gašpar
Josip Gašpar (født 15. marts 1973 i Sinj, Jugoslavien) er en kroatisk tidligere fodboldspiller (midtbane).
Gašpar tilbragte hele sin karriere i hjemlandet, hvor han spillede ni sæsoner for Dinamo Zagreb, efterfulgt af tre år hos Osijek. Han spillede desuden to kampe for Kroatiens landshold.